# Gesellschaft für Pädiatrische Radiologie
Die Gesellschaft für Pädiatrische Radiologie e. V. (GPR) ist eine übernationale medizinisch-wissenschaftliche Gesellschaft für Diagnostik und Therapie mit bildgebenden Verfahren bei Kindern und Jugendlichen. Sie hat ihren Sitz in Köln. Die GPR ist Mitgliedsgesellschaft der Arbeitsgemeinschaft der Wissenschaftlichen Medizinischen Fachgesellschaften.

## Zweck des Vereins
Ziele der Gesellschaft sind gemäß der Satzung vom 20. September 2019:
Förderung der Diagnostik und Therapie mit bildgebenden Verfahren vom extremen Frühgeborenen bis einschließlich Jugendalter unter besonderer Berücksichtigung des Strahlenschutzes. Voraussetzung ist die Qualitätssicherung und Normierung der jeweiligen Untersuchungstechnik für die entsprechenden Altersstufen.
Förderung von Wissenschaft und Forschung, Fort- und Weiterbildung auf allen Gebieten der Kinderradiologie.
Enge Zusammenarbeit und entsprechender Erfahrungsaustausch mit anderen nationalen und internationalen medizinischen Gesellschaften und ärztlichen Organisationen.
Die GPR soll allen kinderradiologisch tätigen und interessierten Kolleginnen und Kollegen die aktuellen Fortschritte der Diagnostik und Therapie mit bildgebenden Verfahren für das Kindes- und Jugendalter vermitteln. Hierzu führt sie regelmäßig eine wissenschaftliche Jahrestagung und Fortbildungskurse durch.

## Geschichte der Pädiatrischen Radiologie
- 1897: Erste Installation einer Röntgeneinrichtung in einem Kinderspital in Europa im Anna-Kinderspital Graz
- 1903: Erste Röntgeneinrichtung in einer deutschen Kinderklinik in der Charité - Kinderklinik Berlin
- 1963: Gründung der Arbeitsgemeinschaft für Pädiatrische Radiologie in Köln
- 1968: Offizielle Gründung der Arbeitsgemeinschaft für Pädiatrische Radiologie e.V. mit eigenständiger Jahrestagung
- 1970: Festlegung des Namens auf Gesellschaft für Pädiatrische Radiologie e.V., GPR
- 1987: Anerkennung der Pädiatrischen Radiologie als Subspezialität der Radiologie auf dem Deutschen Ärztetag